# Procandea reticulata
Procandea reticulata är en insektsart som beskrevs av Young 1968. Procandea reticulata ingår i släktet Procandea och familjen dvärgstritar. Inga underarter finns listade i Catalogue of Life.